# Onondaga
Onondaga bylo sídlo v americkém státě New York, které sloužilo jako hlavní město Irokézské konfederace (nebo též šesti národů) a nejdůležitější osada národa Onodaga.
Poloha města se pravidelně měnila. V roce 1600 se nacházelo poblíž dnešní Cazenovie. V letech 1609 až 1615 se nacházelo na místě dnešního Pompey. Poté se Onondaga nacházela na několika místech poblíž dnešního Delphi Falls, a to až do roku 1640, kdy se přestěhovala do místa, z něhož se poté vyvinulo dnešní Manlius, vše ve státě New York.
V roce 1720 se přestěhovala do Onondaga Creek. Poté, co se mnoho onondagských válečnických skupin postavilo na stranu Britů v americké válce za nezávislost, zaútočila na město Onondaga kontinentální armáda v rámci výpravy vedené plukovníkem Goose Van Schaickem. V dubnu 1779 obyvatelé osady Onondaga, většinou starší muži, ženy a děti, uprchli, když se armáda přiblížila. Američtí vojáci metodicky zničili opuštěnou osadu, srovnali se zemí asi 50 domů podél říčky Onondaga Creek a vypálili zimní zásoby.
Současné místo zasedání Velké rady Irokézů se nachází v rezervaci Onondaga ve státě New York. 